# Giuseppe Antonio Vincenzo Aldrovandini
Giuseppe Antonio Vincenzo Aldrovandini, anche Aldovandrini, Aldrovandin, Aldrovandon, Altrobrandino (Bologna, 8 giugno 1671 – Bologna, 9 febbraio 1707), è stato un compositore, insegnante e maestro di cappella italiano.
Studiò in gioventù con Giacomo Antonio Perti, che gli impartì lezioni di composizione e contrappunto. Nel 1691 compose il suo primo lavoro, l'oratorio La guerra in cielo e nel 1695 diventò membro dell'Accademia Filarmonica di Bologna, dove nel 1701 fu nominato "principe" dell'istituzione. Nel 1696 debuttò come operista nella città natale con lo scherzo giocoso Gl'inganni amorosi scoperti in villa. Da questo momento fino alla morte, avvenuta prematuramente a 35 anni, metterà in scena diversi lavori teatrali, privilegiando quelli di carattere serio. Dal 1702 fu compositore onorario del Duca di Mantova e maestro di cappella dell'Accademia dello Spirito Santo di Ferrara. Morì annegato in un canale di Bologna mentre si stava preparando per andare a Venezia.
Aldrovandini come compositore stilisticamente appartiene alla scuola bolognese vocale e strumentale del tardo XVII secolo. Le sue opere, soprattutto drammi, furono rappresentate in tutta Italia; egli compose anche tre opere buffe che ebbero una certa importanza per lo sviluppo di questo genere operistico. Fu notevolmente stimato soprattutto come insegnante di canto, tant'è che il Principe Ferdinando de Medici era solito a mandare i propri cantanti a studiare dal compositore bolognese.

## Composizioni

### Opere
| Titolo                                                          | Genere                      | Atti               | Libretto                                                           | Première         | Città, teatro                  | Note                                                              |
| --------------------------------------------------------------- | --------------------------- | ------------------ | ------------------------------------------------------------------ | ---------------- | ------------------------------ | ----------------------------------------------------------------- |
| Gl'inganni amorosi scoperti in villa                            | scherzo giocoso             | 3 atti             | Lelio Maria Landi (libretto)                                       | 28 gennaio 1696  | Bologna, Teatro Formagliari    |                                                                   |
| Dafni                                                           | favola boschereccia         | 1 prologo e 3 atti | Eustachio Manfredi                                                 | 18 agosto 1696   | Bologna, Teatro Malvezzi       |                                                                   |
| Zelida overo La scuola delle mogli                              | dramma per musica           | 3 atti             | Tommaso Stanzani                                                   | 28 febbraio 1696 | Bologna, Teatro Pubblico       | Attribuzione dubbia                                               |
| Ottaviano                                                       |                             |                    | Nicolò Beregan                                                     | carnevale 1697   | Torino, Teatro Regio           |                                                                   |
| Il Perseo                                                       | pasticcio                   | 5 atti             | Pier Jacopo Martelli                                               | 4 giugno 1697    | Bologna, Teatro Malvezzi       | Attribuzione dubbia. Vari autori, di Aldrovandini solo il 5° atto |
| Amor torna in 's al so', o ver se L' nozz dla Checha e d' Bdett | scherzo drammatico musicale |                    | A. M. Monti                                                        | carnevale 1698   | Bologna, Teatro Formagliari    |                                                                   |
| La fortezza al cimento                                          |                             |                    | Francesco Silvani (libretto)                                       | febbraio 1699    | Venezia, Teatro San Salvatore  |                                                                   |
| Cesare in Alessandria                                           |                             |                    | Francesco Maria Paglia                                             | estate 1699      | Napoli, Teatro San Bartolomeo  |                                                                   |
| Le due Auguste                                                  | opera seria                 | 3 atti             | Pier Paolo Seta                                                    | 16 agosto 1700   | Bologna, Teatro Formagliari    |                                                                   |
| Semiramide                                                      |                             |                    | Giovanni Andrea Moniglia                                           | carnevale 1701   | Genova, Teatro del Falcone     |                                                                   |
| Mitridate in Sebastia                                           |                             |                    | G. Maggi                                                           | autunno 1701     | Genova, Teatro del Falcone     |                                                                   |
| Turno Aricino                                                   |                             |                    | Silvio Stampiglia                                                  | carnevale 1702   | Genova, Teatro del Falcone     |                                                                   |
| Pirro                                                           | dramma per musica           | 5 atti             | Apostolo Zeno                                                      | inverno 1704     | Venezia, Teatro Sant'Angelo    |                                                                   |
| L'odio e l'amore                                                | melodramma                  | 3 atti             | Matteo Noris                                                       | dicembre 1704    | Napoli, Teatro San Bartolomeo  |                                                                   |
| L'incoronazione di Dario                                        |                             |                    | Silvio Stampiglia, da Adriano Morselli                             | carnevale 1705   | Napoli, Teatro San Bartolomeo  |                                                                   |
| Il più fedel tra i vassalli                                     | melodramma                  | 3 atti             | Francesco Silvani con aggiunte di Giulio Convò e Silvio Stampiglia | primavera 1705   | Napoli, Teatro San Bartolomeo  |                                                                   |
| Li tre rivali al soglio                                         | dramma                      | 3 atti             | Silvio Stampiglia, da Adriano Morselli                             | 2 gennaio 1711   | Bologna, Teatro Marsigli-Rossi | Revisione de L'incoronazione di Dario                             |

### Oratori
- La guerra in cielo (libretto di Tommaso Stanzani, 1691, Bologna, Arciconfraternita dei Santi Sebastiano e Rocco)
- San Sigismondo (libretto di G. B. Monti, 1691, Bologna, Confraternita di San Sigismondo)
- Gesù nato (libretto di G. B. Taroni, 24 dicembre 1694, Bologna, Congregazione della Madonna in Galliera)
- L'Italia umiliata (1702, Bologna, San Martino)
- La grazia giubilante (libretto di A. M. Monti, 1704, Bologna, San Sigismondo)
- Il doppio martire (libretto di M. Vangini, 20 gennaio 1706, Bologna, Arciconfraternita dei Santi Sebastiano e Rocco)

### Altro
- Armonia sacra concertata in dieci mottetti, per 2/3 voci, 2 violini, tiorba e basso continuo, op. 1 (1701)
- Cantate per violino, violoncello e basso continuo, op. 2 (1701)
- Concerti sacri per violino, 2 violoncelli, tiorba e basso continuo, op. 3 (1703)
- Concertiper violino, violoncello e basso continuo, op. 4 (1703)
- Sonate per due violini, violoncello e basso continuo, op. 5 (1706)